# Benedetto Farabrik
Benedetto Farabrik conosciuto semplicemente come Farabrik (San Ginesio, ... – ...) è stato un cardinale italiano. Attualmente, la sua esistenza è confermata unicamente nella storiografia locale di San Ginesio, principalmente dal libro Memorie storiche di Sanginesio del canonico Giuseppe Salvi del 1889 e poi in San Ginesio terrazza delle Marche del frate del T.O.R. Alfonso Porzi del 1986. Quest'ultimo sembra conoscere la vita di Farabrik, ma ammette di non raccontarla per questioni di spazio.